# Rosa Burschtein
Rosa Burschtein (Bialystok, 1893-Los Ángeles, 28 de septiembre de 1963) fue una soprano dramática ruso-polaca.
De origen hebreo y nacida en el Zarato de Polonia dentro del Imperio ruso, fue más conocida con el pseudónimo de Rosa Ralsa. De muy joven se trasladó con su familia a Italia, donde estudió al Conservatorio de Nápoles gracias a la protección de la familia Campanini-Tetrazzini.
Debutó el 1913, dándose a conocer en varios teatros italianos. Al cabo de dos años marchó a Argentina, donde cantó Aida al Teatro Colón (Buenos Aires), junto a Enrico Caruso. Volvió a cantar en Buenos Aires en 1916, 1918, 1919, 1920, 1921 y 1929.
Desde el principio de su etapa americana también cantó anualmente a la Ópera de Chicago, donde permaneció, de hecho, hasta abandonar la escena. Allá creó una beca para cantantes que llevaba su nombre. Hizo algunos viajes en Italia, donde cantó a La Scala de Milán, acompañada por Arturo Toscanini. Actuó también en varios países europeos y en Nueva York, así como en México.
Estuvo casada con el barítono Giacomo Rimini, junto al cual cantó numerosas veces. En enviudar, el 1937, se retiró de la escena y fue a vivir a Los Ángeles. Tenía un extenso repertorio: Aida, Norma, La Africana, El caballero de la rosa, Francesca da Rimini, La bohème, Caballería rusticana, La battaglia di Legnano, Uno bailo in maschera, Falstaff, Les huguenots, Loreley, Il trovatore, Don Giovanni, etc.